# Kompleks folwarczno-pałacowy w Krzyżankach
Kompleks folwarczno-pałacowy powstał w latach 80. XIX wieku. Znajduje się we wsi Krzyżanki, w gminie Pępowo w powiecie Gostyńskim. Obecnie mieści się tam Rolniczy Kombinat Spółdzielczy.

## Pałac
Pałac przypuszczalnie został wybudowany w latach 80. XIX wieku. Następnie został przebudowany, jednak nieznana jest data owej przebudowy. Budynek został wzniesiony na rzucie prostokąta. Został usytuowany w zachodniej części parku, zwrócony fasadą na wschód.  Do Pałacu prowadziły dwie drogi; jedna główna zakończona jest okrągłym podjazdem, w którym mieści się fontanna, druga zaś od strony południowej tuż obok budynku inwentarzowego. Pałac został podmurowany z cegły i kamienia, zaś reszta wzniesiona z cegły. Elewacje zostały pokryte tynkiem. Budynek składał się z częściowo jedno, częściowo dwukondygnacyjnego poddasza.  Pałac został pokryty dachem naczółkowym Właściciele Krzyżanek posiadali siedziby w większych majątkach, dlatego przypuszczać możemy, że pałac należał do dzierżawcy lub administratora. W okresie międzywojennym właścicielką była Hanna Neugebauer, której rodzina posiadała ten majątek od przeszło pół wieku. Administratorem był Alfred Branzka.

## Park krajobrazowy
Park został założony w tym samym czasie  co pałac. Posiada on dwie aleje. Jedna z nich znajduje się na osi rezydencji i prowadzi od strony wschodniej od wsi do okrągłego podjazdu, który znajduje się przed frontem pałacu. Drugi wjazd od parku prowadzi od strony południowej.  W Parku znajduje się mała „kapliczka” wybudowana specjalnie dla Hanny Neugebauer, po to, by miała gdzie się modlić. Nieopodal znajduje się mały staw.

## Zespół folwarczny
Folwark w Krzyżankach składał się z podwórza gospodarczego i budynku mieszkalnego. Budynek mieszkalny usytuowany został na wschód od założenia pałacowego. Na rzucie wydłużonego prostokąta znajduje się podwórze, które obecnie posiada dwa wjazdy od pierzei wschodniej.   Pierwotnie istniały trzy wjazdy, ten niezachowany prowadził z północy od strony pól. Istniał on jeszcze w XIX wieku.  Żeby dostać się do folwarku należało przekroczyć jedną z trzech bram, z których żadna się nie zachowała. Dziś stoją jedynie ceglane słupy, stanowiące część tych bram.
Obecnie podwórze otoczone jest z trzech stron budynkami od strony wschodniej jest otwarte na park. W północnej części znajdowała się stajnia i obora, w południowej części znajdował się budynek warsztatowo- magazynowy, natomiast w zachodniej budynek inwentarsko-mieszkalny i obora, której wygląd został znacznie zmieniony po 1945 roku.

## Budynek mieszkalny
Po południowo-wschodniej stronie od całego kompleksu znajdował się budynek mieszkalny, przypominający odwrócona literę H. Powstanie budynku datuje się go na przełom XIX i XX wieku. Gmach ten przeznaczony był dla robotników folwarcznych.

## Rozbudowa folwarku z XX wieku
Po zachodniej stronie znajduje się stodoła, wybudowana w na początku XX wieku.Niemalże w tym samym czasie powstał po południowej stronie budynek, który „niegdyś mieścił kuźnię, warsztat kołodziejski oraz powoźnię. Na zachód od tego budynku znajduje się chlew, wybudowany jeszcze  w XIX wieku.  Na przełomie XIX i XX wiek w kierunku południowo-wschodnim od podwórza powstał budynek mieszkalny dla robotników. Budynek ten mieści osiem rodzin robotników folwarcznych. Cały kompleks rezydencjonalny, włącznie z budynkami inwentarzowymi i mieszkalnymi został odnowiony w latach 70 XX wieku.